# Kaliori (Karanganyar)
Kaliori is een bestuurslaag in het regentschap Purbalingga van de provincie Midden-Java, Indonesië. Kaliori telt 4114 inwoners (volkstelling 2010).